# Vollaro clan
O Clã Vollaro é um clã napolitano da Camorra que opera na área leste de Nápoles, mais especificamente na cidade de Portici e San Sebastiano al Vesuvio, (uma pequena aldeia na área de Vesúvio).

## História
O Clã Vollaro foi fundado em meados dos anos setenta por Luigi Vollaro, apelidado de "o Califfo" (O Califa), por sua suposta potência sexual ilimitada. Quando ele finalmente foi preso em 1982, a polícia descobriu que Vollaro estava vivendo em concubinato com 17 mulheres e tinha 27 filhos. Quando perguntado pelo juiz se ele pertencia à Camorra, ele respondeu: " O que é a Camorra? Uma organização criminosa, dizem eles. Eu pertenço apenas à minha família. Eu casei apenas com minhas mulheres. ”
O Clã Vollaro participou de duas guerras da Cammora. A primeira, entre 1977 e 1997, foi uma guerra interna atormentada por uma série de assassinatos. Já a outra, no final de 2001 e início de 2002, foi com o Clã Cozzolino.[carece de fontes?]
O Clã Vollaro foi um dos primeiros clãs a tomar partido com o poderoso Clã Alfieri, liderado por Carmine Alfieri contra a Nuova Camorra Organizzata (NCO) liderada por Raffaele Cutolo. Também foi um dos primeiros clãs a se juntar à Nuova Famiglia (NF), uma coalizão de clãs anti-Cutolo que foi formada para contrastar o poder crescente do NCO.
Em 1982, Luigi Vollaro foi preso após passar três anos foragido e foi acusado do assassinato de Giuseppe Mutillo, ocorrido em 1980. Vollaro foi condenado a prisão perpétua por este assassinato e, em 2003, este recebeu uma segunda sentença perpétua pelo também assassinato de Carlo Lardone.
Em 1992, Vollaro foi submetido ao rígido regime prisional do Artigo 41-bis, tendo assim a distinção de ser um dos primeiros chefes da Camorra a ser submetido a esse regime. Por um curto período após sua prisão, o gerenciamento de seus negócios ilegais foi passado para seus filhos Pietro, Giuseppe e Raffaele. Seu outro filho, Antonio, que se separou do negócio da família no início, foi erroneamente detido por um assassinato cometido por seu irmão Ciro. Ciro admitiu o assassinato depois de se tornar um pentito (colaborador da Justiça italiana) e com suas confissões, deu um enorme golpe às atividades do clã.
Em 10 de junho de 2009, cinco filhos do "Califa" foram presos, incluindo o regente do clã, Antonio Vollaro. A investigação que levou às prisões mostrou que quase toda a cidade de Portici pagou o dinheiro da extorsão (o pizzo) ao clã, desde as lojas do centro aos vendedores de rua ambulantes. As lojas mais afluentes (no centro da cidade) tiveram que pagar entre 500 e 2.000 euros por mês, enquanto os vendedores de rua tiveram de pagar 30-40 euros por semana. No Natal, Páscoa, etc, os extras da temporada de férias também tiveram que ser pagos.
As contínuas detenções dos membros do Clã Vollaro provavelmente irão romper o equilíbrio do crime organizado local. É provável que isso afrouxe o caminho para o clã Sarno, considerado mais poderoso.

## Periodo em atividade
- 1970-2015 — Luigi "O Califa" Vollaro - preso e condenado à prisão perpétua em 1982. Morreu na prisão em 2015.
  - 1996-1996 —  Pietro, Giuseppe e Raffaele Vollaro — presos.
  - 1996-2009 — Antonio Vollaro - preso.
  - 2009-presente — Desconhecido

## Informantes e testemunhas
- 1996 — Ciro Vollaro — filho de Luigi, viciado em cocaína, falecido em 2006 (suicídio).
- 1996 — Francesco Di Pierno — Capataz de Luigi.
- 1996 — Francesco Pariota — Capataz de Luigi.